# Franklinton (Louisiana)
Franklinton és una població dels Estats Units a l'estat de Louisiana. Segons el cens del 2000 tenia 3.657 habitants.

## Demografia
Segons el cens del 2000, Franklinton tenia 3.657 habitants, 1.366 habitatges, i 878 famílies. La densitat de població era de 341,1 habitants/km².
Dels 1.366 habitatges en un 30,2% hi vivien nens de menys de 18 anys, en un 38,9% hi vivien parelles casades, en un 21,2% dones solteres, i en un 35,7% no eren unitats familiars. En el 33,2% dels habitatges hi vivien persones soles el 15,7% de les quals corresponia a persones de 65 anys o més que vivien soles. El nombre mitjà de persones vivint en cada habitatge era de 2,45 i el nombre mitjà de persones que vivien en cada família era de 3,13.
Per edats la població es repartia de la següent manera: un 26,9% tenia menys de 18 anys, un 8,6% entre 18 i 24, un 23,4% entre 25 i 44, un 22,1% de 45 a 60 i un 19,1% 65 anys o més.
L'edat mediana era de 38 anys. Per cada 100 dones de 18 o més anys hi havia 77,6 homes.
La renda mediana per habitatge era de 20.955 $ i la renda mediana per família de 27.957 $. Els homes tenien una renda mediana de 25.268 $ mentre que les dones 16.337 $. La renda per capita de la població era d'11.273 $. Entorn del 24% de les famílies i el 31,3% de la població estaven per davall del llindar de pobresa.

## Poblacions més properes
El següent diagrama mostra les poblacions més properes.